# Normandie (region)
Normandie är en administrativ region i Frankrike. Den bildades den 1 januari 2016 genom en sammanslagning av två tidigare administrativa regioner: Basse-Normandie och Haute-Normandie.  Regionens största stad är Le Havre och dess huvudort är Rouen.

## Indelning
Regionen delas in i fem departement.
| Nummer | Department     | Huvudort | Region 1982-2015 |
| ------ | -------------- | -------- | ---------------- |
| 14     | Calvados       | Caen     | Basse-Normandie  |
| 27     | Eure           | Évreux   | Haute-Normandie  |
| 50     | Manche         | Saint-Lô | Basse-Normandie  |
| 61     | Orne           | Alençon  | Basse-Normandie  |
| 76     | Seine-Maritime | Rouen    | Haute-Normandie  |